# Avgur
Avgur je bil duhovnik in uradnik v klasičnem rimskem svetu. Njegova glavna vloga je bila praksa napovedovanja ali prerokovanja: razlaga volje bogov s preučevanjem letenja ptic - ali so letele v skupinah ali same, kakšne zvoke so oddale med letom, smer leta in katere ptice. To je bilo znano kot prevzem pokroviteljstva.
Avguralni obred in funkcija avgura sta bila osrednjega pomena za vsa pomembna dejanja v rimski družbi - javna ali zasebna - vključno z vojno, trgovino in religijo. Avgur je iskal božjo voljo glede predlaganih ukrepov, ki bi lahko vplivali na rimski pax, fortuna in salus (mir, srečo in dobro počutje). 

## Etimologija
Čeprav so starodavni avtorji verjeli, da izraz 'avgur' vsebuje besede avis in gero - latinsko za 'usmerjanje ptic'  - zgodovinsko-jezikovni dokazi namesto tega kažejo na koren avg-: 'povečati, napredovati'.

## Zgodovina in javna vloga
Politične, vojaške in civilne tožbe so sankcionirali avguri in haruspeksi.
V preteklosti so agguralne obrede opravljali duhovniki kolegija avgurov v imenu višjih magistratov. Sama praksa verjetno prihaja iz sosednje regije Etrurije, kjer so bili avguri kot uradniki zelo spoštovani. Magistrati so bili pooblaščeni za vodenje avgurije, kot je bilo potrebno za izvajanje njihovih uradnih nalog. Magistracije so vključevale višje vojaške in civilne položaje, ki so bili torej sami po sebi verske službe, sodniki pa so bili neposredno odgovorni za pax, fortuna in salus Rima ter vse, kar je bilo rimsko.
Predsedujoči magistrat pri avguralnem obredu je imel 'avguralno pravico' (ius augurii). Pravica nuntiatio - napovedovanje pojava auspicia oblativa ('nepričakovanega znaka') - je bila pridržana za uradniškega avgurja, ki bi zahteval prekinitev takratnih postopkov.

### Rimsko kraljestvo
Rimski zgodovinar Tit Livij je poudaril pomen avgurjev: »Kdo ne ve, da je bilo to mesto ustanovljeno šele po prevzemu pokroviteljstva, da je bilo vse v vojni in miru, doma in v tujini, storjeno šele po prevzemu pokroviteljstva?«
V kraljevskem obdobju, ki se je končalo 509 pr. n. št. velja, da so bili hkrati trije avgurji; do tretjega 3. pred našim štetjem jih je bilo devet; Sula je njihovo število povečal na petnajst. Po načelu principata se je njihovo število še povečalo na približno 25 članov.

### Rimska republika
V času republike so bili duhovniki tako cenjeni kot konzul, cenzor in triumf. Članstvo je dalo vseživljenjsko pravico, da vidno sodeluje v procesijah na ludi in na javnih banketih; avgur je ponosno kazal simbol svoje službe, lituus.
Rimski avgurji so bili del kolegija (latinsko collegium) duhovnikov, ki so si delili dolžnosti in odgovornosti položaja. Ob ustanovitvi republike leta 510 pr. n. št. so patriciji edini zahtevali to službo; do 300 pr. n. št. je bila služba odprta tudi za plebejce. Starejši člani kolegija so predlagali kandidate za vsa prosta mesta in člani so glasovali, koga izbrati.
Po navedbah Cicera naj bi auctoritas ius augurum vključeval pravico do prekinitve in razveljavitve pravnega postopka: konzularne volitve bi lahko bile - in so bile zaradi ustanovne napake razveljavljene. Za Cicera je avgur postal najmočnejša oblast v republiki. Sam Cicero je bil v kolegij vključen šele pozno v karieri.
V poznejši republiki je avgure nadzoroval kolegij pontifices - pontifikov, duhovniško-magistralni urad, katerega pooblastila so bila vedno bolj vtkana v cursus honorum (zaporedni vrstni red javnih funkcij, ki so jih imeli ambiciozni politiki v Rimski republiki in zgodnjem rimskem cesarstvu. Zasnovan je bil za moške senatorskega ranga). Pisarna pontifex maximusa je sčasoma postala dejansko konzularno pooblastilo.

### Rimsko cesarstvo
Učinkovitost avgurja je bilo mogoče oceniti le za nazaj; božansko določeno stanje miru (pax deorum) je bil rezultat uspešnega avgurja. Tisti, katerih dejanja so privedla do božje jeze (ira deorum), niso mogli imeti prave avgurske pravice (ius augurum). Od vseh protagonistov v državljanski vojni bi jo lahko imel le Oktavijan, ker je edini obnovil pax deorum rimskemu ljudstvu. Lucan, ki je v času Principata pisal, je nedavno državljansko vojno opisal kot 'nenaravno' - ogledalo nadnaravnih motenj v velikem kozmosu. Njegova podoba ustreza tradicionalnim načelom avgurije in širši interpretaciji stoičnih apologetov cesarskega kulta. V stoični kozmologiji je pax deorum izraz naravnega reda v človeških zadevah.
Ko je njegov kolega Lepid umrl, je Avgust prevzel funkcijo pontifex maximus, prevzel duhovniški nadzor nad državnimi oraklji (vključno s Sibilskimi knjigami) in s svojimi pooblastili cenzorja zaviral kroženje 'neodobrenih' orakljev.
Kljub pomanjkanju političnega vpliva pod imperijem je tudi avgurat, tako kot njegovi kolegi quattuor amplissima collegia, še naprej dajal prestiž svojim članom.
== Avguri, auguria in pokroviteljstvo
V starem Rimu so menili, da so avgurije (avguralni obredi) v ravnovesju s sacra ('svete stvari' ali 'obredi') in niso bile edini način, na katerega so bogovi izrazili svojo voljo.
Augures publici (javni avgurji) so se ukvarjali samo z zadevami, povezanimi z državo. Vloga avgurja je bila, da je svetoval in razlagal božjo voljo o nekaterih zadevah, kot je pristop kralja na prestol, sodnikov in glavnih sacerdotes na njihove funkcije (umestitev) in vseh javnih podjetij. Dovolj je bilo reči, da je avgur ali sodnik zaslišal ploskanje groma, da je ustavil sklic comitie (zakonodajni zbor Rimske republike).
Ker so bile auguria publica in umestitve sodnikov strogo povezane s političnim življenjem, je to povzročilo poslabšanje stanja in zlorabe, ki so obsodile avgurije na postopno in nepovratno razvrednotenje ter ji odvzele vso versko vrednost.

### Antična tradicija
Po besedah Varra  so pred njegovim časom avgurije razlikovale pet vrst ozemlja: ager Romanus, ager Gabinus, ager peregrinus, ager hosticus, ager incertus. Ta razlikovanja jasno kažejo na čase prazgodovine Lacija in pričajo o arhaični lastnosti avgurovske umetnosti.
Jus augurale (avguralni zakon) je bil strogo tajen, zato je bilo zabeleženih zelo malo o tehničnih vidikih obredov in ritualov. Imamo samo imena nekaterih  auguria:
- Augurium salutis je potekal enkrat na leto pred sodniki in ljudstvom, ko so bogove vprašali, ali je ugodno prositi za dobrobit Rimljanov.
- Augurium canarium je zahteval žrtvovanje rdečih psov in je potekal po pšeničnih zrnih in preden so jih oluščili.
- Vernisera auguria - poznamo samo ime, ki pomeni obred, povezan z letino.

Izraza augurium in auspicium starodavni avtorji uporabljajo ravnodušno. Sodobni znanstveniki so na dolgo razpravljali o tem vprašanju, vendar niso našli značilne opredelitve, ki bi lahko veljala za vse znane primere. S takšnimi premisleki Dumezil   meni, da se oba izraza dejansko nanašata na dva vidika istega verskega dejanja:
- auspicium bi oblikoval tehnični postopek operacije, tj. aves spicere, gledanje ptic;
- avgurium bi bila posledična interpretacija, tj. določitev, potrditev prisotnosti *auges, dejanje, ki mu je bil naklonjen bog, namen in končni produkt celotne operacije.

V Varrovih besedah Agere augurium, aves specit, za vodenje augurium, je opazoval ptice.

### Kategorije
Auspicie so bile razdeljene v dve kategoriji: zahteval jih je človek (impetrativa) in spontano so jih ponudili bogovi (oblativa). Tako impetrativa kot oblativa bi lahko nadalje razdelili v pet podrazredov:
- ex caelo (grom, strela)
- ex avibus (ptice)
- ex tripudiis (odnos do hrane in način prehranjevanja Marsovih svetih piščancev)
- ex quadrupedibus (pes, konj, volk in lisica)
- ex diris (zlovešči dogodki).

Le nekatere vrste ptic (aves augurales) so lahko dale veljavne znake, katerih pomen bi se razlikoval glede na vrsto. Med njimi so bili krokarji, žolne, sove, brkati ser in orli.
Znaki ptic so bili razdeljeni na alites, iz leta in oscines, iz glasu: Alite so vključevale območje neba, višino in vrsto leta, vedenje ptice in kraj, kjer bo počivala. Oscini so vključevali višino in smer zvoka.

### Obredi
Magistrati, ki jim je zakon podelil pravico spectio (opazovanje pokroviteljstva), bi ustanovili zahtevani auspicium (opazovalno ploščad), preden bi prevzeli auspicia impetrativa (znaki, ki so jih prosili v zelo urejenih ritualnih pogojih). Templum ali sveti prostor, znotraj katerega bi se obred odvijal, je bilo treba določiti in razmejiti (biti kvadratne oblike in imeti mora samo en vhod) in očistiti (effari - eden od treh delov slovesnosti ob odprtju templuma (svetega prostora), pred katerim je bilo posvetovanje z znamenji in liberatio - so prostor 'osvobodili' prostora pred škodljivimi ali konkurenčnimi duhovnimi vplivi in vplivi človeka.).
Objava zaprošene auspicie, ki je začela opazovalni del slovesnosti, se je imenovala legum dictio. Pogoji opazovanja so bili strogi in so za veljavnost obreda zahtevali popolno tišino. Tehnično je bilo nebo razdeljeno na štiri odseke ali regije: dextera, sinistra, antica in postica (desno, levo, spredaj in zadaj).
Prototip rituala inavguracije ljudi je opisan v Livijevem [28] opisu inavguracije kralja Nume Pompilija:
Avgur vpraša Jupitra: »Si fas est« (tj. Če je to božja pravičnost) ... »pošlji mi določen signum (znak)«, potem je avgur navedel auspicio, ki jo je hotel videti. Ko so se pojavili, je bil Numa razglašen za kralja.

## Attus Navius
V nasprotju z drugimi vedeževalskimi praksami, ki so bile prisotne v Rimu (npr. Haruspicina, posvetovanje z libri Sibyllini), se zdi, da je avgutonija avtohtona: prvotno latinska ali italska. Umetnost ima svoje korenine v prazgodovini italskega ljudstva in je izpričana v Iguvinskih tablicah (avif aseria) in med drugimi latinskimi plemeni.
Sama zgodba ali legenda o ustanovitvi Rima temelji na avgurgiji, torej ugotavljanju volje bogov z opazovanjem neba in ptic. Romul in Rem sta zares delovala kot avgura in Romul je v svojem življenju veljal za velikega avgura.
Lik, ki je umetnost najbolje predstavljal in upodabljal, pa je bil Attus Navius. Njegovo zgodbo povezuje Cicero:
Rodil se je v zelo revni družini. Nekega dne je izgubil enega prašiča. Nato je bogovom obljubil, da jim bo ponudil največje grozdje, ki raste v njegovem vinogradu, če ga bo našel. Ko je našel prašiča, je stal tik na sredini svojega vinograda, obrnjen proti jugu. Nebo je razdelil na štiri odseke in opazoval ptice: ko so se pojavile, je hodil v tej smeri in našel izredno velik grozd, ki ga je daroval bogovom.

Njegova zgodba je takoj zaslovela in postal je kraljev avgur (glej zgoraj epizodo s kraljem Tarkvinijem, ki jo je pripovedoval Livij). Od zdaj naprej je veljal za zavetnika avgurov.